# Mario Rodríguez (calciatore argentino)
Mario Rodríguez Varela (Buenos Aires, 20 ottobre 1937 – Buenos Aires, 10 maggio 2015) è stato un calciatore argentino, di ruolo attaccante.

## Carriera

### Club
Ha giocato nella prima divisione argentina ed in quella cilena.

### Nazionale
Ha partecipato alla Coppa America 1963.

## Palmarès

### Club

#### Competizioni nazionali
- Campionato argentino: 1

Independiente: 1963
- Primera B Nacional: 1

Chacarita Juniors: 1959

#### Competizioni internazionali
- Coppa Libertadores: 2

Independiente: 1964, 1965